# Jon Favreau
Jonathan Kolia «Jon» Favreau (Nueva York, 19 de octubre de 1966) es un director, actor, guionista y productor de cine estadounidense.
Como actor, ha trabajado en las películas Rudy (1993), PCU (1994), Swingers (1996), Very Bad Things (1998), The Replacements (2000), Daredevil (2003), The Break-Up (2006), Couples Retreat (2009), I Love You, Man (2009), The Wolf of Wall Street (2013) y Chef (2014).
Dirigió las películas Made (2001), Elf (2003), Zathura: A Space Adventure (2005), Cowboys & Aliens (2011), Chef (2014), The Jungle Book (2016) y El rey león (2019). Es creador de la serie original de Star Wars The Mandalorian de Disney+, así como uno de sus productores ejecutivos y directores. Además, produce películas con su compañía, Fairview Entertainment, y también presenta la serie de televisión de cocina The Chef Show.
Participó en el Universo cinematográfico de Marvel (UCM), principalmente en colaboración con Robert Downey Jr. Dirigió, produjo e interpretó a Happy Hogan en Iron Man (2008) e Iron Man 2 (2010). También se desempeñó como productor ejecutivo y retomó el personaje en The Avengers (2012), Iron Man 3 (2013), Avengers: Age of Ultron (2015), Spider-Man: Homecoming (2017), Avengers: Infinity War (2018), Avengers: Endgame (2019) y Spider-Man: Far From Home (2019).

## Primeros años
Jonathan Kolia Favreau nació en el barrio neoyorquino de Flushing. Es el único hijo de Madeleine, una profesora de primaria que falleció de leucemia en 1979, y de Charles Favreau, un profesor de educación especial. Su madre era judía (de ascendencia ruso-judía) y su padre, católico de antepasados italianos y francocanadienses. Favreau abandonó la escuela hebrea para dedicarse a la actuación. 
Se graduó de The Bronx High School of Science, una escuela para estudiantes dotados, y asistió al Queens College de la Universidad de Nueva York entre 1984 y 1987, cuando lo abandonó. Trabajó brevemente en Bear Stearns en Wall Street, antes de regresar a la universidad por un semestre a inicios de 1988. Dejó definitivamente la universidad poco antes de recibir su título ese mismo año y se mudó a Chicago para seguir una carrera como comediante. Actuó en varios teatros de improvisación, entre ellos el ImprovOlympic y el Improv Institute.

## Carrera

### 1992-2000
En Chicago, Favreau consiguió su primer trabajo en cine en el sleeper hit Rudy (1993), donde interpretó al tutor D-Bob, junto a Sean Astin. Durante la filmación, conoció a Vince Vaughn, quien tenía un pequeño papel. El siguiente año, trabajó en la película PCU, junto a Jeremy Piven, y como Eric el Payaso en el episodio de Seinfeld "The Fire".
Se mudó a Los Ángeles, donde en 1996 se estableció como actor y guionista con la película Swingers, en la que Vaughn interpretó a Trent Walker, el contrapunto del Mike Peters de Favreau. En 1997, trabajó en varios episodios en la sitcom Friends, en el papel de Pete Becker, el novio millonario de Monica Geller que compite en la UFC. En 1996 y 1997, hizo apariciones en la serie cómica de sketches Tracey Takes On....
En 1998, consiguió el papel de Gus Partenza en Deep Impact y se reunió con Piven en Very Bad Things. En 1999, protagonizó la película para televisión Rocky Marciano, basada en la vida del campeón mundial de peso pesado Rocky Marciano. En el año 2000, trabajó en Love & Sex, coprotagonizada por Famke Janssen, participó en la película The Replacements como el maniático linebacker Daniel Bateman e hizo un cameo en el episodio "D-Girl" de Los Soprano, como un director de Hollywood que finge interés en desarrollar el guion de Christopher Moltisanti, socio de la mafia, para recabar material para su propio guion.

### 2001-2015: Actor-director
En 2001, debutó como director de cine con otro propio, Made, en el que se asoció de nuevo con Vaughn. También protagonizó la serie Cena para cinco, emitida hasta 2005 por el canal de televisión paga estadounidense IFC y dirigió como invitado un episodio de la comedia dramática Undeclared.
Fue acreditado como guionista en la película de 2002 The First $20 Million Is Always the Hardest. En 2003, tuvo un pequeño papel en la película Daredevil como el abogado Foggy Nelson, protagonizó The Big Empty, dirigida por Steve Anderson, y alcanzó su primer éxito financiero como director con la comedia Elf, protagonizada por Will Ferrell, Zooey Deschanel, James Caan y Peter Dinklage. Ese mismo año, hizo un personaje menor en Something's Gotta Give, protagonizada por Diane Keaton y Jack Nicholson.
En 2005, dirigió la película adaptada del libro infantil Zathura. Continuó realizando apariciones regulares en cine y televisión: se reunió con Vaughn en la comedia romántica The Break-Up y participó en la serie My Name Is Earl en el papel de un gerente de comida rápida. Hizo una aparición especial en el documental de Vaughn Wild West Comedy Show y se presentó como juez invitado y representante ejecutivo de Sony Corporation en la quinta semana del programa sobre negocios The Apprentice. Fue llamado para juzgar a dos equipos de participantes, a quienes se les había asignado la tarea de construir un flotador para publicitar Zathura: A Space Adventure, de Sony Pictures.

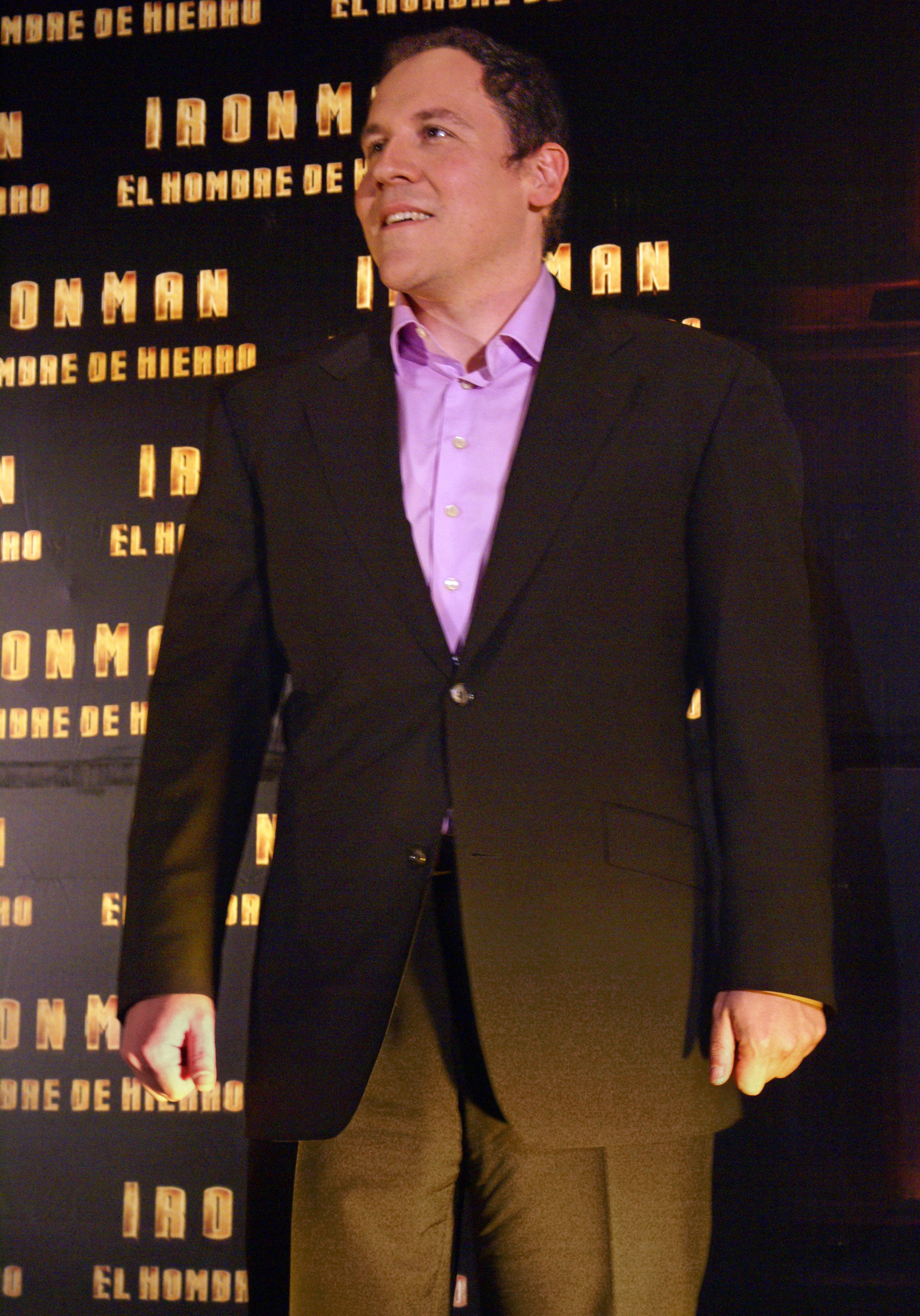
Favreau en la presentación de Iron Man en la Ciudad de México en 2008

El 28 de abril de ese año, se anunció que había firmado para dirigir Iron Man. Estrenada el 2 de mayo de 2008, la película fue un gran éxito de crítica y comercial, y afianzó la reputación de Favreau como director. Iron Man fue la primera película producida por Marvel en alianza con Paramount, y Favreau participó como productor ejecutivo. Durante las primeras escenas, aparece como el chofer de Tony Stark, Happy Hogan. Escribió dos capítulos de una miniserie para Marvel Knights, Iron Man: Viva Las Vegas, que debutó en septiembre de 2008 y fue cancelada en noviembre del mismo año. También dirigió y fue productor ejecutivo de la secuela, Iron Man 2. Anunció en diciembre de 2010 que no dirigiría Iron Man 3, pero seguiría como productor ejecutivo.
Fue el tercer director involucrado en la película John Carter, adaptación cinematográfica del héroe espacial de Edgar Rice Burroughs. Si bien finalmente no la dirigió, hizo un breve cameo como Thark, un corredor de apuestas.
En 2008 interpretó a Denver, el abusivo hermano mayor de Vaughn en Four Christmases. Coprotagonizó en 2009, también con Vaughn, Couples Retreat, una comedia escrita por él mismo que relata la historia de cuatro parejas que participan en sesiones de terapia en un hotel en una isla tropical. Kristin Davis interpretó a su esposa.
Dio voz al personaje Pre Vizsla, líder de la Guardia de la Muerte mandaloriana, en la serie animada Star Wars: The Clone Wars.
En septiembre de 2009, firmó para dirigir Cowboys & Aliens, basada en la novela gráfica homónima de Scott Mitchell Rosenberg. El wéstern de ciencia ficción fue estrenado en 2011, protagonizado por Daniel Craig y Harrison Ford, y fue considerado un fracaso financiero, ya que recaudó 174,8 millones de dólares contra un presupuesto de 163 millones, además de que recibió críticas variadas.
En 2012 dirigió el programa piloto de Revolution, de la NBC, y fue uno de sus productores ejecutivos, junto a J. J. Abrams.
En 2013 grabó el piloto para About a Boy, una serie de televisión ambientada en San Francisco, basada en la novela homónima. También dirigió el tráiler The Law of the Jungle del videojuego Destiny.
En 2014 escribió, coprodujo y dirigió Chef, película donde interpretó a un chef que, después de un altercado con un crítico gastronómico, renuncia a su trabajo en un popular restaurante de Los Ángeles para operar un food truck con su hijo. Tuvo como coestrellas a Sofía Vergara, John Leguizamo, Scarlett Johansson, Oliver Platt, Bobby Cannavale, Dustin Hoffman y Robert Downey Jr. en un breve cameo. Favreau escribió el guion después de dirigir varias películas de gran presupuesto, porque quería "regresar a lo básico" y crear una película sobre cocina. Fue bien recibida por la crítica, que elogió la dirección, música, guion, historia y actuaciones, y recaudó 45 millones de dólares contra un presupuesto de 11 millones.

### 2016-presente
En 2016, Favreau dirigió y produjo la adaptación de acción real de El Libro de la Selva, de Walt Disney Pictures, que fue estrenada el 15 de abril, con un gran éxito de crítica y comercial. Regresó como Happy Hogan en la película Spider-Man: Homecoming (2017), y fue coproductor ejecutivo de Avengers: Infinity War (2018). Grabó una escena para la película, que no fue usada hasta el estreno en Blu-Ray. En 2017, dirigió el episodio piloto de Young Sheldon, de la CBS. 
En 2018, participó en Solo: A Star Wars Story, prestando su voz a Rio Durat, personaje extraterrestre miembro de la tripulación de Beckett.
En 2019, repitió el papel de Happy Hogan en un cameo casi al final de Avengers: Endgame. Dirigida por los hermanos Russo, Favreau fue el productor ejecutivo de la película, estrenada el 26 de abril de 2019. El mismo año, también participó en la secuela de Homecoming, Spider-Man: Far From Home.
En septiembre de 2016, se anunció que dirigiría una adaptación animada por computadora del El rey león, de Disney, que sería su primera vez dirigiendo un musical. Donald Glover prestó su voz a Simba y James Earl Jones repitió como Mufasa de la película original. La película, estrenada en julio de 2019, superó el 29 de ese mes a El Libro de la Selva como la película más taquillera de Favreau como director y, además, a la película original. En paralelo a sus proyectos de dirección, Favreau trabajó como consultor en 24 capítulos de The Orville, de 2017 a 2019. 
En mayo de 2019, se anunció que copresentaría y sería productor ejecutivo de un programa de cocina para Netflix, titulado The Chef Show, con Roy Choi como compañero. Fue estrenado en junio de 2019.
El 8 de marzo de 2018, Lucasfilm anunció que Favreau sería productor ejecutivo y escribiría una serie de acción real de Star Wars, The Mandalorian, para Disney+. La serie, coproducida por la compañía de Favreau, Golem Creations, fue estrenada el 12 de noviembre de 2019, junto con el servicio de transmisión.

## Vida privada
Está casado con la médica Joya Tillem, con quien tiene tres hijos: Max (2001), Madelaine (2003) y Brighton Rose (2006).
En 2010, la revista Vanity Fair lo ubicó en el puesto 19 de su lista de cuarenta hollywoodenses con mayores ingresos.

## Filmografía
| Año  | Película                       | Papel                                  |
| ---- | ------------------------------ | -------------------------------------- |
| 1993 | Rudy                           | Actor                                  |
| 1994 | PCU                            | Actor                                  |
| 1996 | Swingers                       | Actor, productor y guionista           |
| 1998 | Very Bad Things                | Actor                                  |
| 1998 | Deep Impact                    | Actor                                  |
| 1999 | Rocky Marciano                 | Actor                                  |
| 2000 | Love & Sex                     | Actor                                  |
| 2000 | The Replacements               | Actor                                  |
| 2001 | Made                           | Director y actor                       |
| 2003 | Daredevil                      | Actor                                  |
| 2003 | Elf                            | Director                               |
| 2005 | Wimbledon                      | Actor                                  |
| 2006 | Open Season                    | Voz                                    |
| 2006 | The Break-Up                   | Actor                                  |
| 2005 | Zathura: Una aventura espacial | Director                               |
| 2008 | Iron Man                       | Director y actor                       |
| 2008 | Four Christmases               | Actor                                  |
| 2009 | G-Force                        | Voz                                    |
| 2010 | Iron Man 2                     | Director, productor y actor            |
| 2010 | Couples Retreat                | Guionista y actor                      |
| 2011 | Cowboys & Aliens               | Director                               |
| 2012 | The Avengers                   | Productor                              |
| 2013 | El lobo de Wall Street         | Productor y actor                      |
| 2013 | Iron Man 3                     | Productor y actor                      |
| 2014 | Chef                           | Director, productor, guionista y actor |
| 2015 | Avengers: Age of Ultron        | Productor                              |
| 2016 | El libro de la selva           | Director y voz                         |
| 2017 | Spider-Man: Homecoming         | Actor                                  |
| 2018 | Avengers: Infinity War         | Productor                              |
| 2019 | Avengers: Endgame              | Productor y actor                      |
| 2019 | El Rey León                    | Director                               |
| 2021 | Spider-Man: No Way Home        | Actor                                  |